# Volksrepublik Benin
Die Volksrepublik Benin (französisch République populaire du Bénin) war ein ab 1975 existierender realsozialistischer Staat am Golf von Guinea auf dem afrikanischen Kontinent. Er wurde als republikanischer Nachfolgestaat der Republik Dahomey gegründet und ist der Vorgängerstaat der heutigen Republik Benin. 
Die Volksrepublik Benin wurde offiziell am 30. November 1975 als demokratische Republik ausgerufen, 15 Jahre nach der Erlangung der Unabhängigkeit von Frankreich. Zeitgleich wurde Dahomey mit Wirkung vom 1. Dezember 1975 in Benin umbenannt, obwohl sich das ehemalige Königreich Benin auf dem Gebiet des heutigen Nigeria befand. Der Staat wurde durchgehend regiert von Mathieu Kérékou und seiner Volksrevolutionären Partei. 
Auf Druck internationaler Geldgeber und vor dem Hintergrund wachsender Spannungen im eigenen Land gab Kérékou die Ideologie des Marxismus-Leninismus 1989 auf und führte ein Mehrparteiensystem ein. Dazu kam die Auflösung des Ostblocks, der Benin bislang unterstützt hatte.
Ein provisorischer Rat aus ehemaligen Präsidenten stellte Kérékou 1990 den ehemaligen Direktor der Weltbank Nicéphore Dieudonné Soglo als Premierminister zur Seite. Der Staat blieb bis zum 1. März 1990 bestehen, bis die neu gebildete Verfassung in Kraft trat.
Die ersten Mehrparteienwahlen im März 1991 gewann Nicéphore Dieudonné Soglobe mit 32 % der Stimmen und wurde am 4. April 1991 Präsident des Landes. Kérékou wurde Immunität für alle Handlungen während seiner Amtszeit zugesichert.